# هايبرغرافيا

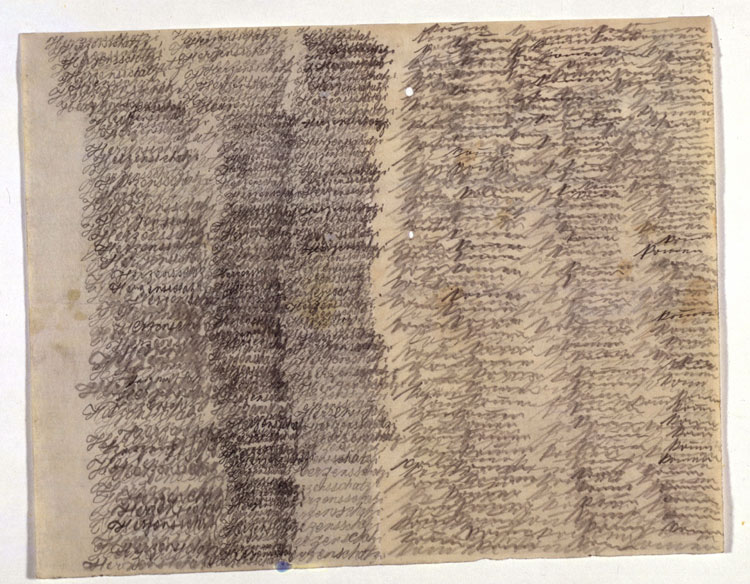
مثال على الهايبرغرافيا

الهايبرغرافيا هي حالة سلوكية تتمثل في الرغبة الشديدة بالكتابة أو الرسم. من الممكن أن تتنوع أشكال الهايبرغرافيا في أسلوب ومحتوى الكتابة. أن الهايبرغرافيا متلازمة مرتبطة بالتغيرات الحاصلة في الفص الصدغي عند حالة الصرع، والتي تعتبر المسبب لمتلازمة جيشويند وهي إعاقة ذهنية. فالأجزاء التي من الممكن أن يكون لها تأثيرعلى الهايبرغرافيا عندما تتضرر بسبب صرع الفص الصدغي هي قرن آمون ومنطقة فيرنيك. هذا بالإضافة إلى بعض الأمور الكيمائية التي قد تكون مسؤولة عن الإصابة بالهايبرغرافيا عند حدوث صرع الفص الصدغي.

## الصفات
في بعض الحالات يمكن ان ترتبط الهايبرغرافيا بما يسمى بالرسم القهري، إذ ان الرسوم المرسومة بواسطة شخص مصاب بالهايبرغرافيا تتصف بالتكرار وبمستوى عالٍ من التفاصيل. وفي بعض الحالات تجتمع الرغبة الملحة في كلٍ من الرسم والكتابة معاً.

### أسلوب الكتابة
كانا واكسمان وجيشويند أول من قاما بوصف الهايبرغرافيا. ففي سبعينيات القرن المنصرم، اظهر المرضى الذين كانوا تحت مراقبتهما رغبة ملحة جداً بالكاتبة بشكل مفصل، وفي بعض الأحيان تكون كتابات أدبية تتصف بالابداع. ظلت الرغبة تلازم المرضى، والبعض منهم أعتاد على أن يقوم بتوثيق دقيق لتفاصيل أنشطته اليومية أو كتابة الشعر أو أنشاء القوائم. قامت المريضة الأولى في دراستهما بكتابة قوائم عن أقربائها والأمور المحببة والغير محببة لها وتدوين الأثاث الموجودة في شقتها، وبالإضافة للقوائم قامت المريضة بكتابة الشعر أيضا والذي كان بالعادة ذا طابع أخلاقي وفلسفي. لقد قامت هذه المريضة بوصف حادثة تعرضت لها عندما قامت بكتابة كلمات أغنية تعلمتها عندما كانت بسن 17 سنة وظلت تعيد كتابتها عدة مئات من المرات. وفي حادثة أخرى شعرت برغبة ملحة في كتابة كلمة مراراً وتكراراً، في حين مريض آخر بكتابة حكم وأقوال وجمل معينة بشكل متكرر.
وفي دراسة منفصلة قام مريض بتجربة «القوافي التي تخطر على ذهنه» وبشكل مستمر لمدة خمسة سنين بعد أن أصيب بنوبة، قائلاً بأنه «شعر برغبة في تدوينها».  لم يكن المريض يتكلم بسجع أو يقرأ الشعر، فقد كانت قدراته اللغوية وحالته الذهنية طبيعية لدى باستثناء المسامير الصدغية اليمنى المسجلة في جهاز تخطيط أمواج الدماغ، إذ كان هذا المريض يعاني من صرع في النصف الأيمن. وقد بين تصوير بالرنين المغناطيسي لدراسة أخرى بأنه من الممكن أن هذا السلوك المرتبط بالقوافي أن يكون ناتجا عن نصف الدماغ الأيسر. ولكن مينديز أقترح بان النشاط الكهربائي المفرط في النصف الأيمن من الدماغ قد ينتج عنه أطلاق قدرات كتابية وشعرية في النصف الأيسر من الدماغ.

### المحتوى
بالإضافة إلى الكتابة بأشكال مختلفة (شعر، كتب، تكرار لكلمة واحدة)، يختلف مرضى الهايبرغرافيا في درجة تعقيد كتاباتهم. فبعض الكتاب (أليس ويفر على سبيل المثال) يستغلون مرضهم بالهايبرغرافيا لمساعدتهم في كتابة قدر كبير من الكتب والأوراق، غير ان معظم المرضى لا يقوموا بكتابة أمور ذات فحوى. وصف فلاريتي الهايبرغرافيا بأنها تحدث نتيجة صرع في الفص الصدغي، ونتيجة لذلك يحدث «زيادة في توليد الأفكار، والذي في بعض ألأحيان على حساب الجودة». قام المرضى الذين يتلقون العلاج في المستشفيات من المصابين بالصرع الصدغي والإعاقات الأخرى المسببة للهايبرغرافيا بكتابة مذكرات وقوائم (قوائم بأغانيهم المفضلة على سبيل المثال) أو قاموا بتدوين أحلامهم بشكل مطول ومفصل للغاية. وقام أيضا بعض المرضى الذين يعانون من الصرع الصدغي بتسجيل الأوقات والأماكن لكل نوبة أصيبوا بها مجموعة على شكل قوائم.
هنالك العديد من الحالات لمرضى يقومون بكتابة أو رسم أشكال بلا معنى كدوامة تتجه إلى المنتصف بدءا من أطراف الورقة. وفي أحد الحالات لدراسة ما، قام أحد المرضى بالكتابة بشكل معكوس، بحيث لا يمكن تفسير كتاباته ألا بمساعدة مرآة. وفي بعض الأحيان تتكون الكتابات من خربشة أو شخبطة بشكل هائج، أو أفكار عشوائية تم تدوينها باختصار وعلى عجلة في ورقة وبشكل مكرر. قد يكون الكلام قواعدياً بزمن الحاضر، ولكن معنى تلك الأفكار غالباً صعب الفهم كونها تتكون من جمل مفككة. وفي حالات أخرى، يقوم المريض بكتابة شديدة التفصيل لواقعة حدثت حينها أو وصف دقيق لأماكن تواجده.

## المسببات
افترضت بعض الدراسات أن الهايبرغرافيا مرتبطة بمرض الاضطراب ثنائي القطب أو الهوس الخفيف أو الفصام. كذلك تم رصد قدرات أبداعية لدى مرضى في تلك الدراسات، غير ان تلك المؤشرات الإبداعية التي تم رصده لم تكن هايبرغرافيا تحديداً. وبالتالي من الصعب الجزم بأن الهايبرغرافيا تعد مرضاً نفسياً لأن الحالات الإبداعية لدى المرضى المصابين بالاضطراب ثنائي القطب والهوس الخفيف والفصام قد تتجلى بأمور أخرى غير الكتابة. وعلى أية حال، أظهرت دراسات أخرى علاقة كبيرة بين الهايبرغرافيا وصرع الفص الصدغي وكذلك مسببات كيميائية أخرى.

### صرع الفص الصدغي
الهايبرغرافيا هي متلازمة مرتبطة بصرع الفص الصدغي، وهي حالة من النوبات المتكررة الحدوث تحدث بسبب نشاط عصبي مفرط، لكنها لا تعتبر حالة شائعة الحدوث بين المرضى. يُظهر أقل من 10 بالمائة من بين المرضى المصابين بالصرع الصدغي أعراض الهايبرغرافيا. وقد يظهر المصابون بالصرع الصدغي أعراض الهياج أو الانزعاج أو تزايد الشعور بالرهبة أذا ما توقفت قدراتهم الكتابية.  أن ملاحظة ردود فعل مثل تلك يشير إلى أن الهايبرغرافيا حالة إلزامية، ناتجة عن دافع ملح للكتابة. قد يؤثر صرع الفص الصدغي على الاتصالات بالجزء الجبهي الصدغي بشكل يقود إلى الكتابة وتزداد في الفص الجبهي، بدءا من القشرة الأمام جبهية والقشرة الأمام حركية لتحديد ما سيتم كتابته، وصولاً إلى القشرة الحركية (تقع جانب الثلم المركزي) لتنفيذ الحركة البدنية من أجل الكتابة.
بإمكان معظم المرضى المصابين بصرع الفص الصدغي ممن يعانون من الهايبرغرافيا كتابة كلمات، ولكن قد لا يملك الجميع القدرة على كتابة جمل كاملة ذات معنى.

### المواد الكيميائية
لقد تم اكتشاف أنواع معينة من العقاقير قد تكون سببا لحدوث الهايبرغرافيا، ومن بينها الدونيبيزيل. ففي إحدى الدراسات على مريض يتعاطى الدونيبيزيل لوحظ حدوث تطور في مستوى المزاج والنشاط والذي بدوره يقود إلى الهايبرغرافيا وبعض أشكال الكلام المفرط (مثل الغناء). وقد تم الإبلاغ عن ستة حالات أخرى لمرضى يتعاطون الدونيبيزيل ويعانون من الهوس. ان أولئك المرضى يعانون كذلك من الخرف  وضعف الإدراك بسبب تمدد الأوعية الدموية الدماغية والاضطراب ثنائي القطب، و/أو الاكتئاب. أن الباحثين غير متأكدين تماماُ ما الذي يجعل الدونيبيزيل يسبب الهوس أو الهايبرغرافيا، ولكن من المحتمل حدوث ذلك نتيجة لارتفاع في مستويات الأستيل كولين، والتي بدورها تؤثر على الناقلات العصبية في الدماغ.
هنالك عامل آخر من المحتمل أن يكون سبب في الإصابة بالهايبرغرافيا وهو أحد الناقلات العصبية في الجسم  والمعروف باسم الدوبامين (DA). فالدوبامين كما هو معروف يقوم بتقليل عملية تأخر التثبيط الكامن، والذي يؤدي إلى انخفاض قدرة التعود على المحفزات المختلفة. أن المستويات المتدنية من التثبيط الكامن تقود إلى مستوى مفرط من التحفيز والذي قد يؤدي بدوره إلى ظهور الهايبرغرافيا والإبداع العام. افترض هذا البحث وجود علاقة مباشرة بين مستوى الـDA في نقاط الاشتباك العصبي وبين مستوى الإبداع عند المريض. كما تعمل محرضات الـDA على زيادة مستوى الـDA ما بين نقاط الاشتباك العصبي والذي ينتج عنه مستوى عال من الإبداع، والعكس صحيح بالنسبة لمضادات الـDA.

## فزيولوجيا المرض

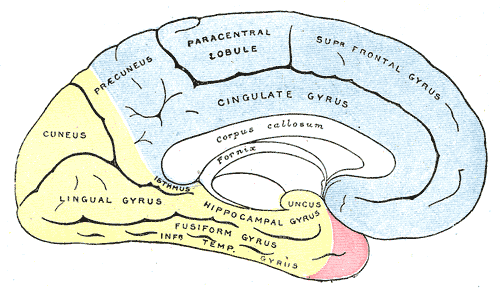
السطح الأوسط لنصف الكرة المخية، يُظهر المناطق التي تزودها الشرايين الدماغية. الأزرق - الشريان الدماغي الأمامي الوردي - الشريان الدماغي الوسيط أصفر - الشريان الدماغي الخلفي

تشترك العديد من أجزاء الدماغ في عملية الكتابة، وبشكل رئيس الفص ألجداري والفص الجبهي، وهو الجزء الذي يحدد الحركة. وهنالك منطقة في الفص الجبهي تكون فعالة بشكل خاص تسمى منطقة إكسنر، حيث تتواجد في القشرة الأمام حركية. فالحركة البدنية لليد تكون تحت سيطرة القشرة الحركية الأساسية والتي تتواجد كذلك في الفص الجبهي، والمخيخ الأيمن. أما الإبداع الكتابي وتوليد الأفكار فيكون تحت سيطرة الجهاز الحوفي، وعلى وجه التحديد في قرن آمون، والذي تكمن أهميته في استرجاع الذكريات طويلة الأمد. فالأفكار والكلمات تفهم وتعرف عن طريق الفص الصدغي والذي يكون مرتبط بالجهاز الحوفي.
بالرغم من أننا لا نستطيع حصر الهايبرغرافيا بجزء واحد من الدماغ، ألا أن بعض الأجزاء في الدماغ تمتلك تأثيراً أكبر من غيرها. فقد أكتشف بأن قرن آمون يلعب دوراً كبيراً في حدوث صرع الفص الصدغي ومرض الفصام. ففي إحدى الدراسات، أظهرت بعض الجرذان المصابة بصرع الفص الصدغي زيادة في نشاط الدوبامين العصبي في منطقة قرن آمون. وبسبب ربط الهايبرغرافيا بصرع الفص الصدغي والفصام، فإنه من الممكن أن يكون لقرن آمون تأثيراً على الهايبرغرافيا. وفي دراسة أخرى، أظهر مرضى مصابين بضمور الحصين الثنائي (BHA) أعراض الإصابة بمتلازمة جيشويند، بما في ذلك الهايبرغرافيا.
وبالنظر إلى أن الصرع المسبب للهايبرغرافيا عادة ما يكون في النصف الأيمن من الدماغ في المنطقة المسؤولة عن اللغة، فإن الهايبرغرافيا ترتبط بالآفات والأضرار التي تصيب النصف الأيمن من الدماغ.  فالأضرار التي تصيب النصف الأيمن من الدماغ عادة ما تسبب الهايبرغرافيا لأنها من الممكن أن تزعزع الوظيفة الكلامية في النصف الأيسر منه. كما أن السكتات الدماغية أو الأورام في النصف الأيمن من الدماغ قد تسبب الهايبرغرافيا أيضا.
وعلاوة على ذلك فان الأضرار التي تصيب منطقة فيرنيك (في الجزء الأيسر من الفص الصدغي) قد تؤدي إلى زيادة في إنتاجية الكلام، والذي بدوره قد يؤثر في بعض الأحيان على مسألة الكتابة.

## الجانب الاجتماعي والثقافي
كانت الهايبرغرافيا إحدى النقاط المفصلية في محاكمة ألفين ريدلي عام 1999 بتهمة حبس وقتل زوجته فريجينيا ريدلي، تلك المرأة الغامضة التي توفيت على السرير أثر حالة اختناق واضحة، إذ ظلت منعزلة في منزلها لمدة 27 عام في بلدة رينغولد الصغيرة في ولاية جيورجيا، الولايات المتحدة الأمريكية. كان امتلاكها لصفحات جرائد يبلغ عددها عشرة آلاف صفحة دليلاً واضحاً على أنها عانت من الصرع وعلى أنها ظلت حبيسة المنزل بمحض أرادتها، وذلك كان له دور في تبرئة زوجها.
قال إسحاق عظيموف في عام 1969 :«أنا كاتب قهري». وقيل أن فينست فان كوخ وفيودور دوستويفسكي قد كانوا عرضة للهايبرغرافيا. ويعتقد أن الشاعر روبرت برنز كان يعاني منها كذلك.
كما قيل أن لويس كارول كاتب رواية أليس في بلاد العجائب قد عانى كذلك من الهايبرغرافيا،  إذ كان قد كتب خلال فترة حياته أكثر من 98000 رسالة بمختلف الأشكال- بعضها كُتب بشكل معكوس، أو على شكل رموز صورية وأنماط، كما هو الحال مع «حكاية الفأر» في رواية أليس.